# Fenylalaninhydroxylas

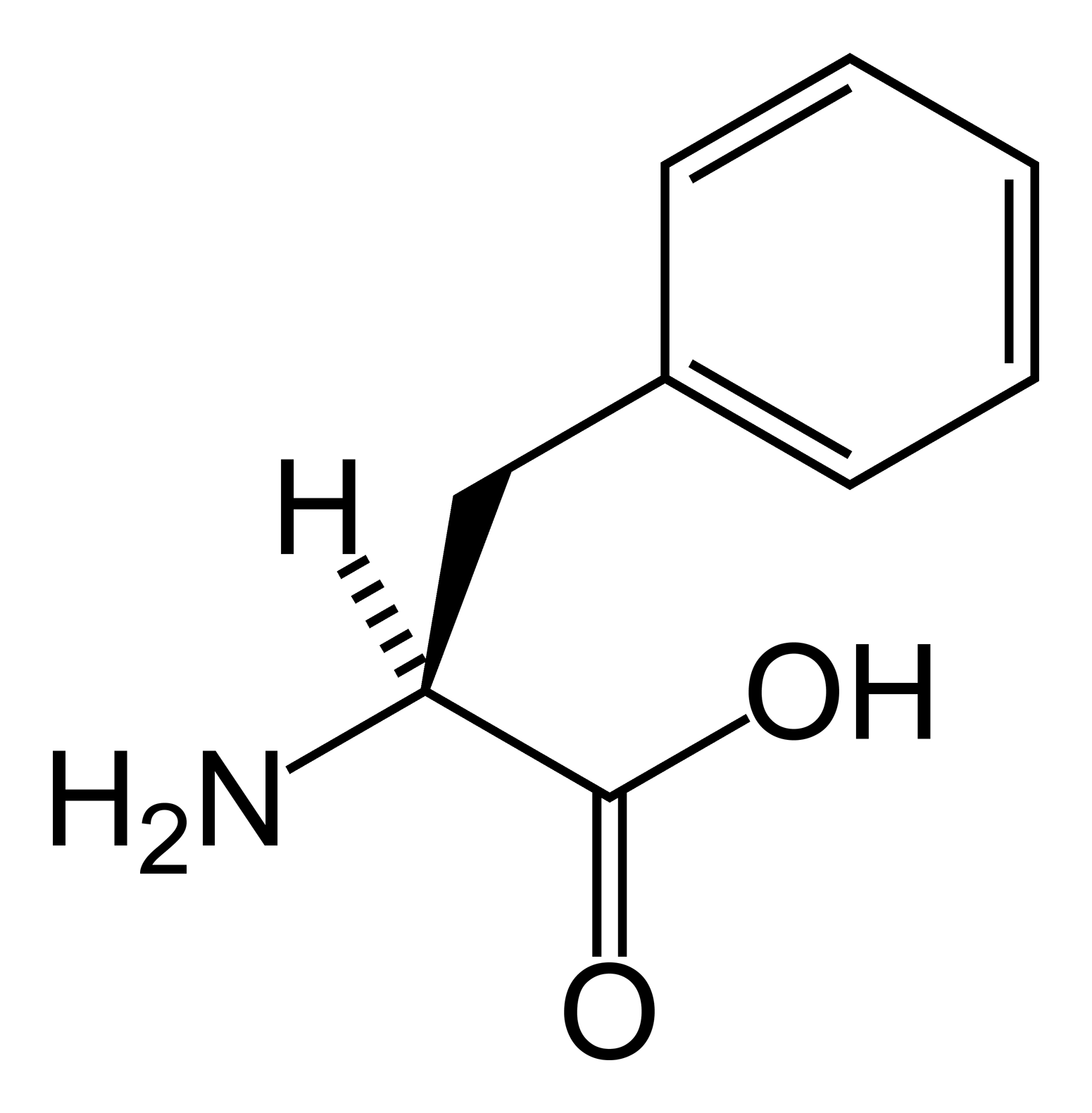
Fenylalanin.

Fenylalaninhydroxylas, förkortning PAH, är ett enzym i metabolismen av aminosyran fenylalanin. Genom att hydroxylera fenylalanin bildas tyrosin. Detta är det första och hastighetsstyrande enzymatiska steget i den totala nedbrytningen av fenylalanin till koldioxid och vatten. Enzymet bildas i lever och njure. Brist på enzymet ger det allvarliga tillståndet fenylketonuri (PKU), som uppstår när fenylalaninnivåerna blir för höga. Brist på detta enzym kan även leda till brist på tyrosin, om detta inte ingår i kosten i tillräckliga mängder.